# 栃木県立温水プール館
栃木県立温水プール館（とちぎけんりつおんすいプールかん）は、栃木県小山市外城371番地1にある総合プール施設。小山総合公園、栃木県立県南体育館などと隣接し、県南地域における体育活動の拠点を形成している。

## 沿革
栃木県内の水泳競技施設としては従来栃木県総合運動公園水泳場（宇都宮市、1950年開設、屋外50mプール他）や栃木県体育館プール館（同、1972年開設、屋内25mプール他）などが存在したが、これらに加えて通年で利用でき、全国大会の開催も可能な屋内50mプールを希望する声が多くあがっていた。こうした意見に対し栃木県は「とちぎ新時代創造計画三期計画」の中にプール建設を組み入れ、重点事業として建設を推進した。建設は西松・板橋・鈴木JVが担当、1999年1月より工事が開始され、2000年9月に竣工した。
2000年10月12日には開館記念式典が行われ、水府流水術やシンクロナイズドスイミングが披露された後、小山市内の中学校5校の水泳部員が初泳ぎを行った。
以降は各種大会にも利用されており、2012年には第52回全国中学校水泳競技大会が行われた。
地元小山市出身の萩野公介は、2009年12月6日に400m自由形で3分55秒10、2010年1月27日、200m自由形で1分49秒25の中学生記録を作った。2013年6月に行われたジュニアの記録会には、世界水泳に出場する荻野、松田丈志、山口観弘、星奈津美が準備を兼ねて出場した。

## 施設
小山市が指定管理者を務めている。

### 50mプール
- 規格  国内公認10コース
- 水深  
  - 低水位時1.20から1.45m
  - 高水位時1.90から2.15m
- 競技可能種目 競泳・水球

### 25mプール
- 規格 国内公認6コース
- 水深 常時1.20から1.40m
- 競技可能種目 競泳

### その他施設
- 観客席 固定席1,000席、車椅子用スペース6台分
- 採暖設備 採暖室、ジャグジープール
- 会議室 スライディングウォールで4室に分割可能
- 更衣室 男女それぞれに約350人分のロッカーを配置
- その他 放送室、監視員室、選手控室、医務室、事務室  附属設備  放送設備、固定式電光表示板、移動式電光表示版